# Psyllaephagus euphyllurae
Psyllaephagus euphyllurae är en stekelart som först beskrevs av Masi 1911.  Psyllaephagus euphyllurae ingår i släktet Psyllaephagus och familjen sköldlussteklar. Inga underarter finns listade i Catalogue of Life.